# Fieberium pallidellum
Fieberium pallidellum är en insektsart som först beskrevs av Matsumura 1910.  Fieberium pallidellum ingår i släktet Fieberium och familjen sköldstritar.
Artens utbredningsområde är Spanien. Inga underarter finns listade i Catalogue of Life.